# Прямая мышца живота
Прямая мышца живота (лат. Musculus rectus abdominis) — парная плоская длинная лентовидной формы мышца, широкая вверху и суженная внизу, располагается сбоку от срединной линии. Обе прямые мышцы отделены друг от друга белой линией живота. 

## Анатомическое описание
Функция: при фиксированном позвоночнике и тазовом поясе прямая мышца живота опускает рёбра, тянет грудную клетку вниз, сгибает позвоночник, при фиксированной грудной клетке поднимает таз.
Иннервация: межрёберные нервы (ThVI — ThXII), подвздошно-подчревный нерв (ThXII — LI).
Кровоснабжение: верхняя и нижняя надчревные, задние межрёберные артерии.